# غاو سيليزيا العليا
غاو سيليزيا العليا (بالألمانية: Gau Oberschlesien ) كان قسمًا إداريًا لألمانيا النازية من عام 1941 إلى عام 1945 في الجزء العلوي من سيليزيا من مقاطعة سيليزيا البروسية. تم إنشاء الغاو عندما تم تقسيم غاو سيليزيا إلى سيليزيا العليا وسيليزيا السفلى في عام 1941. شمل غاو الأراضي التي ضمتها ألمانيا النازية بعد الغزو الألماني لبولندا.

## التاريخ
تم إنشاء نظام النازي جاو في الأصل في مؤتمر للحزب في 22 مايو 1926، من أجل تحسين إدارة هيكل الحزب. منذ عام 1933 وما بعده، بعد الاستيلاء النازي على السلطة، حل الجاو محل الولايات الألمانية كتقسيمات إدارية في ألمانيا. 
على رأس كل جاو، هناك غاوليتر ذو صلاحيات شبه مطلقة. كل غاولتير محلي غالبًا ما كان يشغل مناصب حكومية بالإضافة إلى مناصب حزبية وكان مسؤولًا، من بين أشياء أخرى، عن الدعاية والمراقبة، ومنذ سبتمبر 1944 فصاعدًا، فولكسستورم والدفاع عن الغاو.  
تم شغل منصب غاولايتر سيليزيا العليا بواسطة فريتز براخت طوال التاريخ القصير لغاو.   انتحر برات، الذي لم يكن شخصية قوية في التسلسل الهرمي النازي، في مايو 1945. 
كان محتشد اعتقال أوشفيتز، وهو معسكر إبادة قتل فيه أكثر من مليون شخص، في غاو العليا سيليزيا، بالقرب من أوشيم. تم تحرير المعسكر من قبل الجيش السوفياتي في يناير 1945. 